# トライトグループ
トライトグループ（TRYTグループ）は、株式会社トライト、株式会社トライトキャリア、株式会社トライトエンジニアリングからなる人材紹介・派遣サービスグループである。日本の大阪府に本社を置き、医療福祉従事者（医師、看護師、介護士、薬剤師、理学療法士、言語聴覚士、作業療法士、歯科医師、歯科衛生士、MT/RT/ME、保育士等）に特化した人材紹介事業、建設業界の人材派遣事業などを行う企業である。

## トライトグループ会社と事業内容

### 株式会社トライト
- 人材紹介・派遣サービス等の事業を行うグループ会社の競争力強化に向けた各種環境の整備と支援、経営計画・管理ならびにそれに付帯する業務

### 株式会社トライトエンジニアリング
- 建設業界への人材紹介・派遣サービス等

### 株式会社トライトキャリア
- 医療・介護・保育業界への人材紹介・派遣サービス、求人広告事業、メディア運営等

### 株式会社HAB＆Co.
- サービス開発事業、クライアントワーク事業、コワーキングスペース運営事業、有料職業紹介事業

## 沿革
| 2004.11 | 株式会社TS工建を設立 |
| 2006.09 | 業務拡大のため本社移転 |
| 2006.12 | メディカル事業部を新設 医療ワーカー サイトオープン |
| 2010.05 | 東京本部開設 |
| 2010.11 | 名古屋支社開設 |
| 2011.12 | 業務拡大のため本社移転 |
| 2012.05 | 福岡支社開設 |
| 2012.05 | 札幌支社開設 |
| 2012.07 | 訪問看護ステーション ティスメイト 訪問看護事業部を新設 大阪市東成区にステーション開設 |
| 2012.11 | 薬剤師ワーカー サイトオープン |
| 2012.12 | 横浜オフィス・神戸オフィス開設 |
| 2013.02 | PTOTST ワーカー サイトオープン |
| 2013.03 | 京都オフィス開設 |
| 2013.04 | ティスメイト業務拡大のため大阪市淀川区・堺市にステーション開設 |
| 2013.05 | 広島支社開設 |
| 2013.06 | 業務拡大のため東京支社移転 |
| 2013.10 | ドクターズワーカー サイトオープン |
| 2013.11 | 大宮オフィス開設 |
| 2013.12 | カイゴワーカー サイトオープン |
| 2014.02 | 株式会社ティスメ設立 メディアメイド株式会社（初代）設立 |
| 2014.05 | 仙台支社開設 |
| 2015.01 | 業務拡大のため神戸・京都オフィス移転 |
| 2015.04 | 業務拡大のため東京本部をイトシアオフィスタワーに移転 |
| 2015.07 | 静岡オフィス開設 |
| 2015.11 | 介護リラ サイトオープン |
| 2015.12 | 業務拡大のため本社移転 |
| 2016.1  | 株式会社ティスWAYを設立し、株式会社ティスメ及びメディアメイド株式会社（初代）をその子会社とする。株式会社TS工建が株式会社ティスメの子会社となる                                                                        |
| 2016.03 | 平成27年度職業紹介優良事業者として認定されました。 |
| 2016.05 | 業務拡大のため名古屋支社移転 保育士ワーカー・デンタルワーカー サイトオープン |
| 2016.09 | ティスメイト業務拡大のため大阪日本橋にステーション開設 |
| 2016.10 | コーポレートサイトリニューアル 業務拡大のため札幌支社移転 |
| 2016.12 | 業務拡大のため福岡支社移転 |
| 2017.01 | 業務拡大のため仙台支社移転 |
| 2017.03 | 業務拡大のため横浜・静岡支社移転 |
| 2017.04 | 栄養士ワーカー・ティスメ就活エージェントサイトオープン |
| 2017.06 | 船橋支社開設 |
| 2017.08 | 高松支社開設 |
| 2017.11 | 新潟支社開設 |
| 2018.01 | ジョブライズ （旧：ティスメ就活エージェント）・Jobシャイン サイトオープン |
| 2018.03 | Beauty ワーカー サイトオープン Bellcor（ベルコル） サイトオープン |
| 2018.09 | POSTART（ポスタート） サイトオープン |
| 2018.11 | ITs（アイティス） サイトオープン |
| 2019.02 | 熊本支社開設 業務拡大のため大宮支社移転 JSPC2株式会社設立 |
| 2019.03 | 平成30年度職業紹介優良事業者として認定されました。（2期連続） 大阪支社開設 |
| 2019.04 | 沖縄支社開設 |
| 2019.06 | 大阪天王寺支社開設 株式会社ティスWAYがメディアメイド株式会社（初代）を吸収合併し、商号をメディアメイド株式会社（2代）に変更                                                                                            |
| 2019.11 | 業務拡大のため京都支社移転 |
| 2020.02 | 高崎支社開設 |
| 2020.06 | コロナ対策のため横浜支社（TS工建）開設 コロナ対策のため静岡支社（TS工建）開設 |
| 2020.11 | TRYTグループへグループ名変更 メディアメイド株式会社（2代）の商号を株式会社トライト（初代）に、株式会社ティスメの商号を株式会社トライトキャリアに、株式会社TS工建の商号を株式会社トライトエンジニアリングにそれぞれ変更 |
| 2021.01 | 介護事業者向けエンゲージメント支援ソリューション「介護thanks!」サービス開始 |
| 2021.04 | 介護・福祉従事者向けのAI・DX専門メディア「AIケアラボ」サイトオープン |
| 2021.08 | 株式会社HAB&Co.がグループに参画 |
| 2021.12 | JSPC2株式会社が株式会社トライト（初代）を吸収合併し、商号を株式会社トライト（2代）に変更 |
| 2022.01 | 株式会社ウェルクスがグループに参画 |
| 2022.07 | 株式会社トライトキャリアが株式会社ウェルクスを吸収合併 |
| 2023.07 | 株式会社トライト（2代）が東京証券取引所グロース市場に上場。 |

## 運営サイト
- 医療ワーカー - 看護師に特化した人材紹介サービス
- PTOTST ワーカー - 理学・作業療法士・言語聴覚士に特化した人材紹介サービス
- ドクターズワーカー - 医師に特化した人材紹介サービス
- 薬剤師ワーカー - 薬剤師に特化した人材紹介サービス
- 介護ワーカー - 介護職に特化した人材紹介サービス
- 施工管理ジョブ - 建設エンジニアに特化した求人サイト
- 保育士ワーカー - 保育士に特化した人材紹介サービス
- デンタルワーカー - 歯科衛生士に特化した人材紹介サービス
- 栄養士ワーカー - 栄養士に特化した人材紹介サービス
- POSTART（ポスタート） - PTOTST（理学療法士・作業療法士・言語聴覚士）のポータルサイト
- 介護ワーカーカレッジ - 介護技術・業界学習
- スポットライト[1] - 資格の説明や仕事内容などに関するコラムを掲載